# Gary Burton and Keith Jarrett
Albums de Gary Burton et Keith Jarrett
Paris Encounter
(1969) Live in Tokyo
(1971)
Gary Burton and Keith Jarrett est un album du vibraphoniste américain Gary Burton et du pianiste américain Keith Jarrett enregistré en 1970.

## Titres
| No | Titre                         | Musique       | Durée |
| -- | ----------------------------- | ------------- | ----- |
| 1. | Grow Your Own                 | Keith Jarrett | 4:54  |
| 2. | Moonchild/In Your Quiet Place | Keith Jarrett | 7:23  |
| 3. | Como en Vietnam               | Steve Swallow | 7:04  |
| 4. | Fortune Smiles                | Keith Jarrett | 8:31  |
| 5. | The Raven Speaks              | Keith Jarrett | 8:18  |

L'album d'original ne comprenait que les titres 1 à 5, il est maintenant diffusé avec les titres suivants, provenant de l'album Throb de Gary Burton :
| No  | Titre               | Musique         | Durée |
| --- | ------------------- | --------------- | ----- |
| 6.  | Henniger Flats      | David Pritchard | 4:24  |
| 7.  | Turn Of The Century | Michael Gibbs   | 5:05  |
| 8.  | Chickens            | Steve Swallow   | 2:27  |
| 9.  | Arise Her Eyes      | Steve Swallow   | 3:48  |
| 10. | Prime Time          | Jerry Hahn      | 4:03  |
| 11. | Throb               | Michael Gibbs   | 4:31  |
| 12. | Doin' The Pig       | Steve Swallow   | 3:45  |
| 13. | Triple Portrait     | Michael Gibbs   | 4:26  |
| 14. | Some Echoes         | Steve Swallow   | 6:59  |

## Musiciens
Sur les pistes 1 à 5
- Gary Burton : vibraphone
- Keith Jarrett : piano, piano électrique, saxophone soprano
- Sam Brown : guitare
- Steve Swallow : contrebasse
- Bill Goodwin : batterie

Sur les pistes 6 à 14 (Throb)
- Gary Burton : vibraphone, piano
- Richard Greene : violon
- Jerry Hahn : guitare
- Steve Swallow : contrebasse
- Bill Goodwin : batterie